# МБИР
МБИР — (Многоцелевой Быстрый Исследовательский Реактор) строящийся в России в г. Димитровград (АО «ГНЦ НИИАР») многоцелевой научно-исследовательский реактор на быстрых нейтронах четвёртого поколения.
Строительство началось в 2015 году; ввод реактора в эксплуатацию намечен на 2028 год.
Целью сооружения МБИР является создание высокопоточного исследовательского реактора на быстрых нейтронах с уникальными потребительскими свойствами для реализации следующих задач: проведение реакторных и послереакторных исследований, производство электроэнергии и тепла, отработка новых технологий производства радиоизотопов и модифицированных материалов.
Основным предназначением реактора МБИР является проведение массовых реакторных испытаний инновационных материалов и макетов элементов активных зон для ядерно-энергетических систем 4-го поколения, включая реакторы на быстрых нейтронах с замыканием топливного цикла, а также и тепловые реакторы малой и средней мощности.
По своей функциональности МБИР полностью покрывает возможности реактора БОР-60. При вводе МБИР в активную эксплуатацию реактор БОР-60 остановят.
На базе МБИР планируется создать Международный центр исследований.

## Особенности
МБИР уникален не только малочисленностью подобных установок, но и идеологией, и конструкцией. Любые исследовательские реакторы выполняют три задачи:
- облучение материалов и сборок для после-реакторного исследования;
- изучения поведения материалов и сборок прямо в реакторе (инструментированные сборки);
- вывод нейтронного/нейтринного излучения в лабораторные установки вокруг.

Однако, выбор конструкции реактора резко ограничивает круг исследования именно такой конструкцией. То есть невозможно исследовать вопросы быстрых реакторов на установке с водяным охлаждением-замедлением. Или вопросы свинцовой коррозии в условиях облучения в натриевом реакторе. Или высокотемпературную стойкость материалов в реакторе с максимальной рабочей температурой 500 °С.
МБИР решает эти три задачи разом. Через его активную зону проходят специальные каналы, в которых можно установить отдельную петлю со своим теплоносителем, своей ТВС, своей температурой. Таким образом, исследователи в одном реакторе получают возможность экспериментировать на широком спектре концепций ядерных установок. Такой подход с модульными вставными петлями позволяет изучать и аварийные режимы, например разрывов ТВЭЛов в петле, или попаданий воздуха в натрий.

## Конструкция
ИЯУ МБИР включает в свой состав реакторную установку с двумя натриевым контурами охлаждения и третьим пароводяным контуром, паротурбинную установку, транспортно-технологические системы, петлевые установки, вертикальные и горизонтальные экспериментальные каналы, комплекс исследовательских защитных камер, лабораторный комплекс.

### Реакторная установка
| Наименование                               | Значение                                                                                               |
| ------------------------------------------ | --- |
| Тепловая мощность реактора, МВт            | 150 |
| Мощность электрическая, МВт                | 55 |
| Компоновка                                 | Петлевая                                                                                               |
| Количество петель охлаждения в РУ          | 2 |
| Количество контуров охлаждения в РУ        | 3 |
| Теплоноситель I, II контура и контура САОТ | Натрий                                                                                                 |
| Рабочее тело III контура                   | Вода — пар                                                                                             |
| Принцип теплоотвода от активной зоны       | Принудительная циркуляция при работе реактора на мощности. Естественная циркуляция в режимах останова. |
| Тип топлива в рабочих (штатных) ТВС        | Смешанное оксидное уран-плутониевое                                                                    |
| Проектный срок службы, лет                 | 50 |

### Активная зона
Активная зона (АЗ) набрана из 96 тепловыделяющих сборок (ТВС) диаметром 72 мм и высотой 700 мм; количество твэлов в ТВС — 91. 
Температура натрия на входе 309 °С, на выходе — 547 °С.
По нейтронному потоку и с. н. а. (смещений на атом) в год МБИР превосходит конкурентов (БОР-60, FBTR, Jules Horowitz) в два раза, то есть это будет самая производительная установка своего класса в мире.
Время работы между перегрузками — не менее 100 эффективных суток.

### Топливо
Топливо — виброуплотнённый или таблеточный MOX с содержанием плутония до 38 % (для достижения высоких флюэнсов).

## Строительство
18 января 2023 года корпус реактора установлен в проектное положение. Монтаж корпуса реактора осуществлен генеральным подрядчиком проекта (с 2020 года) и лидером первого в атомной отрасли строительного консорциума на базе АСКАО - Акционерным обществом «Институт „Оргэнергострой“» на 8 месяцев раньше запланированного срока.

## Характеристики
Кроме уникальных возможностей, МБИР несет и традиционные свойства:
1. Сверхмощный поток быстрых нейтронов до 5·1015 см−2;
2. Температуры от 320 °С до 550 °С;
3. Наработка повреждающих доз до 33 с. н. а. в год;
4. 14 каналов для неинструментованных сборок внутри АЗ;
5. 72 позиции снаружи (исследование опытных ТВС БР, наработка изотопов, материаловедческие эксперименты);
6. 3 экспериментальных канала для инструментированных сборок в АЗ;
7. 4 горизонтальных канала, выводящих нейтронное излучение в лаборатории;
8. 2 канала, выводящих нейтроны для ядерной медицины;
9. 12 вертикальных каналов для ядерного легирования кремния;
10. 2 канала для нейтронного активационного анализа.

На МБИР можно будет исследовать любые виды топлива (уран, плутоний, торий), любые материалы оболочек.

## Международный центр исследований на базе МБИР
На базе реактора МБИР планируется создать Международный Центр Исследований (МЦИ МБИР).
Многофункциональный высокопоточный реакторный комплекс невозможно создать в малом масштабе или на модульной основе, поэтому высокая стоимость строительства неизбежна. Что возвращает к идее, уже давно продвигаемой МАГАТЭ, о формировании «центров компетенций», в которых один реактор используется в интересах группы пользователей.
Участники МЦИ могут быть как индивидуальными структурами, покупающими ресурс для собственных программ или консорциальными, обеспечивая опосредованное участие членам такого консорциума.
Доля в МЦИ будет означать соответствующую долю реакторного нейтронного потока приоритетно резервируемого для участника.
Структурная основа двухкомпонентная: реакторный комплекс, находящийся в собственности РФ и технически управляемый уполномоченной российской организацией ГНЦ НИИАР, и творческая исследовательская составляющая, передаваемая в отдельную структуру Международный Центр Исследований по долгосрочному соглашению.
НИИАР несет обязанности по техническому обеспечению работы реактора и по выполнению программ исследований. И предоставляет дополнительные услуги по лабораторным исследованиям.
МЦИ МБИР покрывает операционных расходы реактора и расходы по подготовке, проведению испытаний и послереакторным исследованиям.
Присоединение на этапе строительства обеспечивает приоритетную очередность и преференциальные цены по сравнению с контрактными ценами для партнеров, присоединяющихся на этапе эксплуатации.
Бизнес-схема представляет собой последовательную ступенчатую комбинацию продаж нейтронного потока и обратной цепочки платежей.